# Delta do Ganges

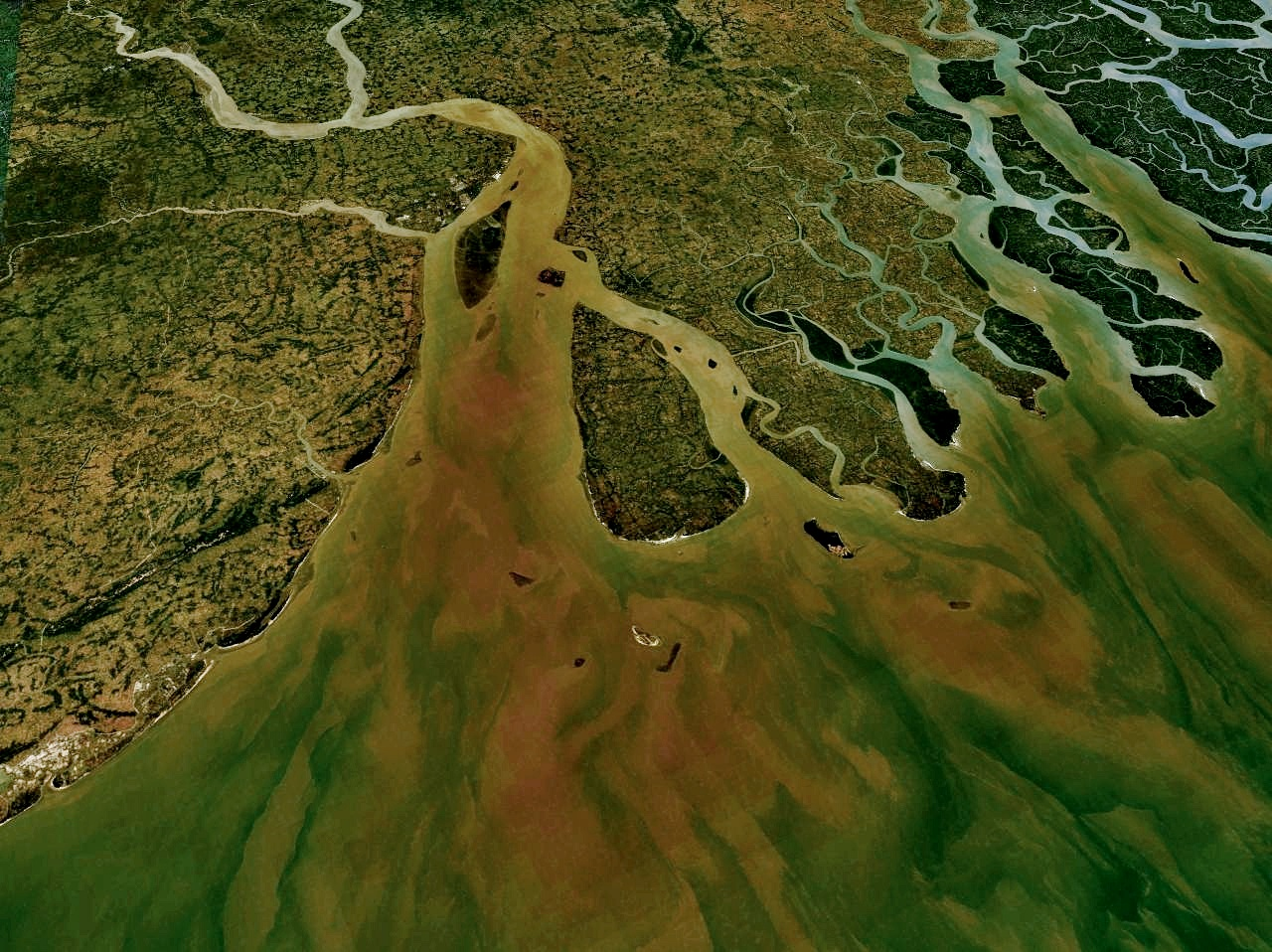
O Delta do Ganges, Índia e Bangladesh

O delta do Ganges (também conhecido como Delta sunderbhan - Delta Bengala) é um Delta na região do Sul da Ásia, mais especificamente na região de Bengala que abrange o Bangladesh e o estado indiano de Bengala Ocidental. O delta do Ganges é o maior delta do mundo e desemboca no Golfo de Bengala. A região é também uma das áreas mais férteis do mundo, desta forma ganhando o apelido de O Delta Verde. O delta, também conhecido como o delta do Ganges-Brahmaputra, estendendo-se desde o Rio Hugli a oeste até o Rio Meghna a leste. O delta do Ganges ocupa cerca de 350 km da costa do Golfo de Bengala. Calcutá e Haldia, na Índia e Mongla, no Bangladesh.
O delta do Ganges, na verdade, é formado pela confluência dos rios Padma (Baixo Ganges), Jamurra (Baixo Brahmaputra) e Meghna.

## Geografia
O Delta do Ganges tem a forma de um triângulo e é considerado um delta "arqueado" (em forma de arco). Cobre mais de 105 000 km2 (41 000 sq mi) e fica principalmente em Bangladesh e Índia, com rios do Butão, Tibete e Nepal drenando para ele a partir do norte. A maior parte do delta é composta por solos aluviais formados por pequenas partículas de sedimentos que finalmente se depositam à medida que as correntes fluviais diminuem no estuário. Os rios carregam essas partículas finas com eles, mesmo de suas fontes em geleiras como fluvio-glaciais. Solos lateríticos vermelhos e vermelho-amarelos são encontrados quando se dirige mais para leste. O solo tem grandes quantidades de minerais e nutrientes, o que é bom para a agricultura.
É composto por um labirinto de canais, pântanos, lagos e sedimentos de planícies de inundação. O rio Gorai-Madhumati, um dos distribuidores do Ganges, divide o delta do Ganges em duas partes: o delta oriental geologicamente jovem, ativo, e o delta ocidental mais antigo, menos ativo.

## População
Cerca de 280 milhões (180 milhões de Bangladesh e 100 milhões de Bengala Ocidental, Índia) vivem no delta, apesar dos riscos de inundações causadas por monções, escoamento intenso das neves derretidas do Himalaia e ciclones tropicais do Oceano Índico Norte. Uma grande parte da nação de Bangladesh encontra-se no delta do Ganges; Muitas das pessoas do país dependem da Delta para sobreviver.
Acredita-se que mais de 300 milhões de pessoas são apoiadas pelo Delta do Ganges; aproximadamente 400 milhões de pessoas vivem na bacia do rio Ganges, tornando-a a bacia hidrográfica mais populosa do mundo. A maior parte do Delta do Ganges tem uma densidade populacional superior a 200/km2 (520 pessoas por milha quadrada), tornando-se uma das regiões mais densamente povoadas do mundo.

## Geologia
O Delta do Ganges encontra-se na junção de três placas tectônicas: a Placa Indiana, a Placa Eurasiática e a Placa da Birmânia. A borda da paleoplataforma do Eoceno vai aproximadamente de Calcutá até a borda do Planalto de Shillong. A borda da paleoplataforma marca a transição da espessa crosta continental no noroeste para a fina crosta continental ou oceânica no sudeste. O enorme suprimento de sedimentos da colisão do Himalaia estendeu o delta cerca de 400 quilômetros (250 milhas) desde o Eoceno. A espessura do sedimento a sudeste da borda da paleoplataforma abaixo do Delta do Ganges pode exceder 16 km (9,9 milhas).

## Clima
O Delta do Ganges fica principalmente na zona de clima tropical úmido, e recebe entre 1 500 a 2 000 mm (59 a 79 pol) de chuva a cada ano na parte ocidental, e 2 000 a 3 000 mm (79 a 118 pol) na parte leste. Verões quentes e secos e invernos frios e secos tornam o clima adequado para a agricultura.

### Ciclones e inundações
Em novembro de 1970, o ciclone tropical mais mortal do século XX atingiu a região do Delta do Ganges. O ciclone Bhola de 1970 matou 500.000 pessoas (número oficial de mortos), com outros 100 000 desaparecidos. O Guinness Book of World Records estimou a perda total de vidas humanas do ciclone Bhola em 1 000 000.
Outro ciclone atingiu o delta em 1991, matando cerca de 139 mil pessoas. Também deixou muitas pessoas desabrigadas.
As pessoas têm que ter cuidado no delta do rio, pois graves inundações também ocorrem. Em 1998, o Ganges inundou o delta, matando cerca de 1 000 pessoas e deixando mais de 30 milhões de pessoas desabrigadas. O governo de Bangladesh pediu US$ 900 milhões para ajudar a alimentar a população da região, já que toda a safra de arroz foi perdida.

## História do Delta de Bengala
A história do delta de Bengala tem sido uma preocupação emergente dos historiadores ambientais.
A historiadora indiana Vinita Damodaran fez um perfil extensivo das práticas de manejo da fome pela Companhia das Índias Orientais e relacionou essas práticas às grandes mudanças ecológicas provocadas pelas práticas de manejo florestal e da terra. Debjani Bhattacharyya mostrou como Calcutá foi construída como um centro urbano através do rastreamento de mudanças ecológicas provocadas por potências coloniais envolvendo terra, água e humanos ao longo de meados do século XVIII até o início do século XX.
Em termos de estudos recentes que se concentram mais na parte oriental do Delta de Bengala/Ganges, Iftekhar Iqbal defende a inclusão do Delta de Bengala como um marco ecológico dentro do qual estudar a dinâmica da prosperidade ou declínio agrário, conflitos comunais, pobreza e fome, especialmente durante todo o período colonial. Iqbal tentou mostrar como movimentos de resistência como o movimento Faraizi podem ser estudados em relação às práticas de manejo ecológico colonial.
Uma forte crítica aos estudiosos da história ambiental em relação ao delta de Bengala/Ganges é que a maior parte dos estudos se limita aos séculos 18 a 21, com uma escassez geral de história ecológica da região antes do século XVIII.

## Visão

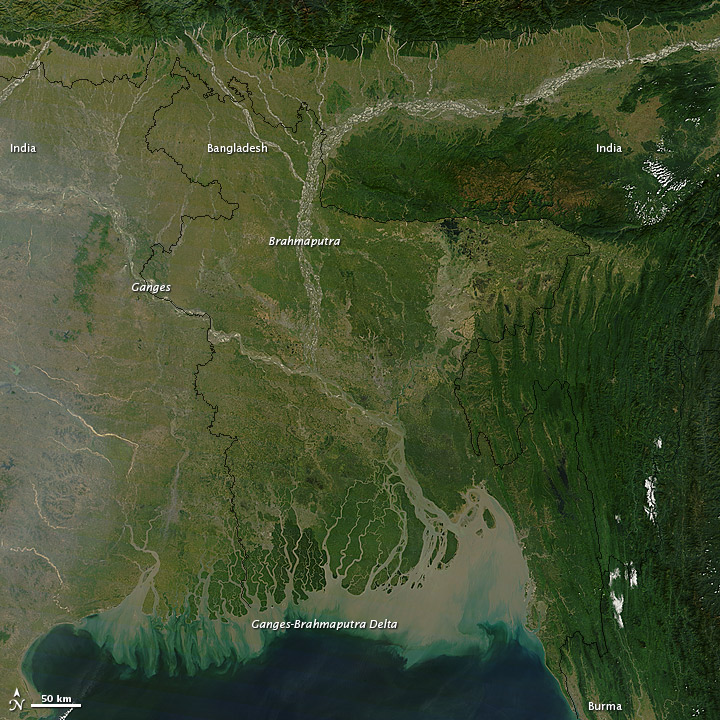
Rio Ganga/Padma do Espaço